# Coelosia accita
Coelosia accita är en tvåvingeart som beskrevs av Eberhard Plassmann och Vogel 1990. Coelosia accita ingår i släktet Coelosia och familjen svampmyggor. Inga underarter finns listade i Catalogue of Life.